# Alexander Wassiljewitsch Ustinow

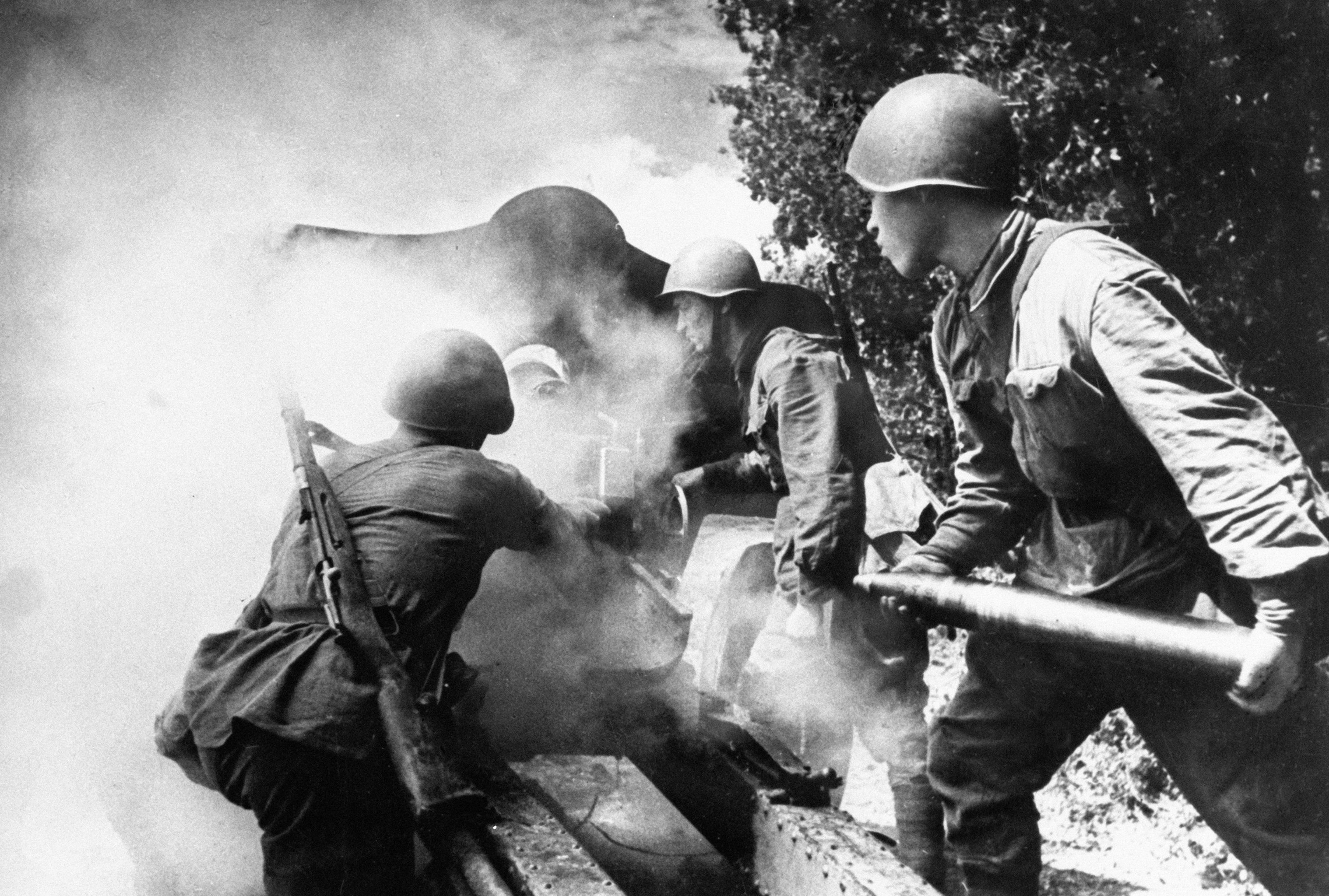
Ustinow-Foto aus dem Jahr 1941

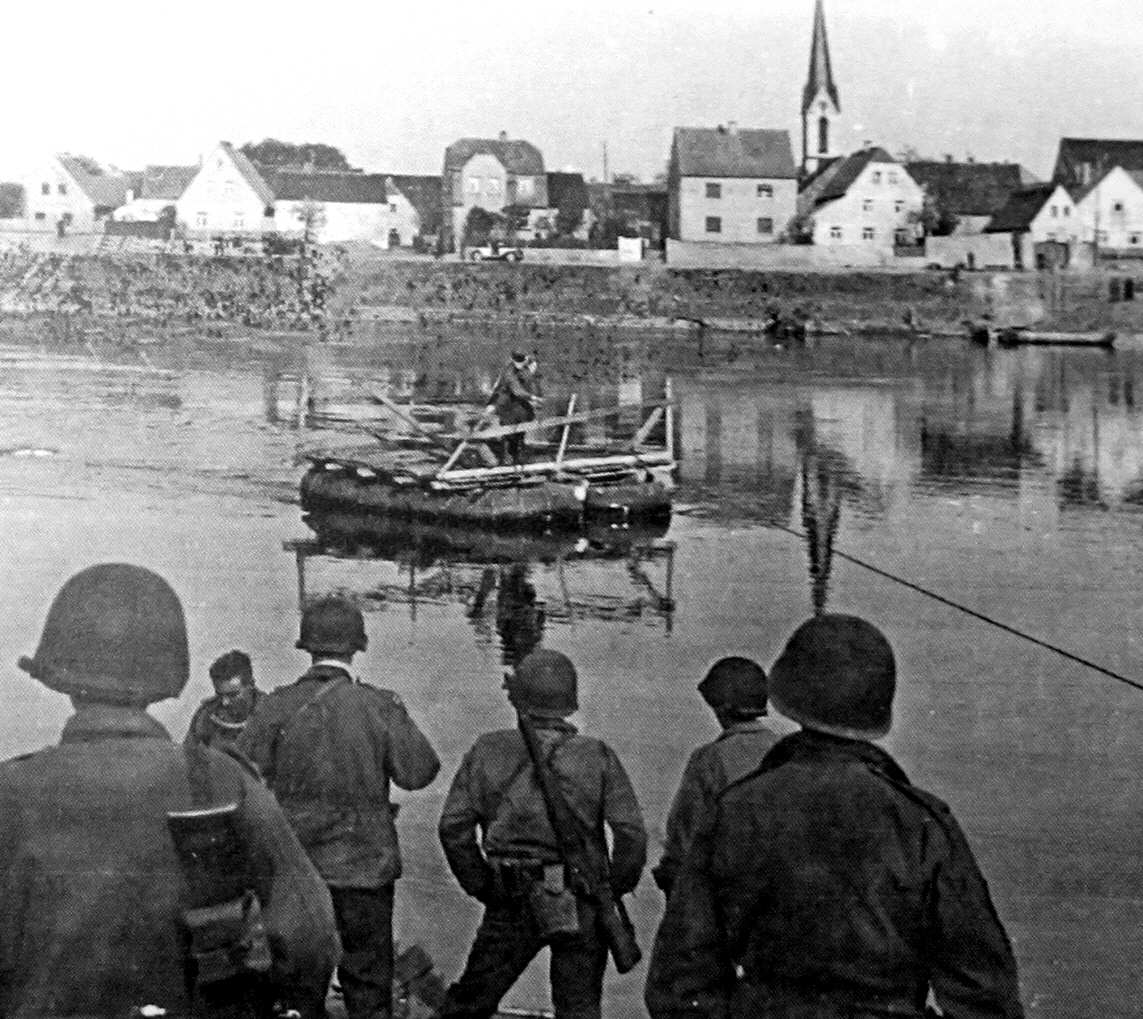
Die US-amerikanische Patrouille beim Übergang über die Elbe zu den Stellungen der Roten Armee in Kreinitz am 25. April 1945

Alexander Wassiljewitsch Ustinow (russisch Александр Васильевич Устинов; * 1909 in Moskau; † 8. Februar 1995) war ein sowjetischer Fotograf, Fotojournalist und Autor.
Ustinow fing in den 1930er Jahren an zu fotografieren und wurde schnell freiberuflicher Korrespondent für die Zeitungen Krasnaja Voin und Krasnaja Swesda. Von 1935 bis 1937 fotografierte er den Bau der Moskauer U-Bahn. Seit 1939 war er bei der Zeitung Krasnaja Swesda als Fotograf angestellt.
Von 1941 bis 1945 – im Zweiten Weltkrieg – war Alexander Ustinow Kriegsberichterstatter für die Prawda. In diesem Zusammenhang erstellte er die geschichtsträchtigen Fotos von der ersten Begegnung US-amerikanischer und sowjetischer Soldaten beim Elbe Day am 25. April 1945. Ustinow wurde am Morgen des 16. April von Marschall Konew beordert, nach Kreinitz zu fliegen, um eine Fotoreportage über die erste Begegnung der US-Armee mit der Roten Armee zu produzieren. Da das Ereignis schon am Vortag stattgefunden hatte, wurde es mit den Originalprotagonisten nachgestellt: die Beteiligten der Patrouille von Lt. Albert Kotzebue, incl. Joe Polowsky, bestiegen nochmals die Ziehfähre und wurden nochmals von Oberstleutnant Alexander Gordejew, den Offizieren Alexander Goloborodko, Koslow, Iwanow und Sanitätsfeldwebel Ljuba Kosintschenkowa in Empfang genommen, damit Ustinow die Fotos machen konnte. Anschließend flog er nach Moskau zurück. Parallel zu Ustinow fotografierte Georgiy Khomzor (1914–1990) die Ereignisse in Kreinitz und auch in Torgau, der für die Krasnaja Swesda berichtete.
Im Anschluss an den Krieg wurde Ustinow 1945 offizieller Fotograf für die Regierung der Sowjetunion. Seine Fotos wurden mehrfach international ausgestellt.
Im Mai 1984 besuchte Ustinow erneut die Region Riesa-Torgau.

## Sekundärliteratur
- Horst Bilz: Die letzten Tage des Zweiten Weltkriegs in Strehla, Strehla 1988
- Mark Scott, Semyon Krasilshchik (Hg.): Yanks treffen Rote, Militärverlag Berlin 1990, ISBN 3-327-00986-4. Berichte amerikanischer und sowjetischer Soldaten, die beim Treffen dabei waren.